# Gyula Lóránt
Gyula Lóránt était un footballeur hongrois né le 6 février 1923 à Kőszeg et mort le 31 mai 1981 à Salonique.
Il fut membre de la plus fameuse équipe hongroise qui domina le football mondial au début des années 1950, décrochant un titre olympique en 1952 et échouant en finale de la Coupe du monde deux ans plus tard en Suisse.
Après sa carrière de footballeur, il devient entraîneur notamment en Allemagne (Bayern Munich) et en Grèce (PAOK Salonique) où il obtient un titre de champion national en 1976.

## Carrière
- 1939-1941 : Kõszegi SE
- 1942-1943 : Szombathelyi FC
- 1943-1944 : Nagyváradi AC
- 1944-1944 : Vasas SC
- 1945-1946 : Nagyváradi Szabadság SK
- 1946-1947 : UT Arad  Roumanie
- 1947-1950 : Vasas SC
- 1951-1956 : Budapest Honvéd
- 1956-1956 : Budapesti Spartacus
- 1956-1957 : Váci Vasas

## Palmarès

### En équipe nationale
- 37 sélections et 0 but avec l'équipe de Hongrie entre 1949 et 1955
- Champion Olympique en 1952
- Vainqueur de la Coupe internationale en 1953
- Finaliste de la Coupe du monde 1954

### En club
- Champion de Hongrie en 1952, 1954 et 1955 avec le Budapest Honvéd
- Champion de Grèce en 1976 avec le PAOK Salonique (en tant qu'entraîneur)